# Casuar-do-norte
O casuar-do-norte ou casuar-unicarunculado (Casuarius unappendiculatus) é uma ave paleognata da família dos casuariídeos endêmica do norte da Nova Guiné. Não possui subespécies conhecidas.